# Francesco Zagatti
Francesco Zagatti (født 18. april 1932, død 7. marts 2009) var en italiensk fodboldspiller (højre back) og senere -træner.
Zagatti tilbragte hele sin aktive karriere, fra 1951 til 1963, hos AC Milan. Han spillede mere end 200 Serie A-kampe for klubben og var med til at vinde fire italienske mesterskaber samt Mesterholdenes Europa Cup i 1963.
Zagatti var desuden i 1982 kortvarigt træner for Milan.

## Titler
Serie A
- 1955, 1957, 1959 og 1962 med AC Milan

Mesterholdenes Europa Cup
- 1963 med AC Milan